# Torre della televisione di Berlino
La torre della televisione di Berlino (in tedesco Berliner Fernsehturm) è una torre per le antenne trasmittenti radiotelevisive nel centro di Berlino in Germania. Fa parte della World Federation of Great Towers. È un conosciuto punto di riferimento della città, presso Alexanderplatz.
Con i suoi 368 m è la costruzione più alta di tutta la Germania e la quarta costruzione più alta d'Europa.
La torre della televisione è stata eretta  tra il 1965 e il 1969 dalle Poste tedesche della DDR nel centro storico di Berlino (parte del distretto Mitte). Il 3 ottobre 1969 vi fu l'inaugurazione. La costruzione è di oltre 220 metri più alta rispetto alla torre della radio risalente agli anni '20 e locata nella parte ovest della città. Simbolo e punto di riferimento ben visibile anche da lontano, la torre della televisione fa parte dello skyline cittadino.
La costruzione, chiamata internamente anche "Torre radioemittente 32" svolge, oltre che il suo compito principale di emittente per molteplici stazioni radiofoniche e televisive, anche la funzione di torre panoramica con un bar e ristorante girevole a 203 metri di altezza. La torre, già simbolo di Berlino Est e della Repubblica Democratica Tedesca, è diventata dopo il 1989 uno dei simboli della Berlino riunificata.
In considerazione della sua importanza storica e tecnica, la torre è posta sotto tutela monumentale (Denkmalschutz).

## Posizione e dintorni

Torri televisive più alte della Germania

La torre della televisione di Berlino si trova a sud-ovest della Stazione di Alexanderplatz e a nord-est rispetto al Marx-Engels Forum. Spesso il luogo della costruzione si attribuisce erroneamente ad Alexanderplatz che, tuttavia, si trova a nord-ovest rispetto alla torre.
Oltre alle linee della metropolitana (U-Bahn) e del servizio ferroviario suburbano (S-Bahn), anche tram e autobus cittadini fermano alla stazione di Alexanderplatz, dalla quale l'uscita intermedia porta proprio all'edificio di ingresso della torre della televisione.

## Storia
Nel 1952 alla Conferenza europea sulla radio di Stoccolma, responsabile della coordinazione delle onde di frequenza in Europa, alla ex-DDR, allora non riconosciuta politicamente dalla maggior parte degli Stati, furono attribuite soltanto due bande di frequenza televisive. Visti i presupposti, questa zona di Berlino non poteva più essere attrezzata con tanti piccoli emittenti senza che si manifestassero sovrapposizioni e, quindi, interferenze o falle nella ricezione televisiva. Per una copertura completa e non lacunosa era quindi necessario dotarsi di un grande trasmettitore più potente e collocato il più possibile in alto. Negli anni '50 a svolgere questa funzione c'erano soltanto trasmettitori molto deboli della radiodiffusione televisiva.
Già nel 1952 le Poste tedesche della DDR iniziarono a progettare una torre della televisione per Berlino. Inizialmente, il luogo designato per la sua costruzione doveva trovarsi a sud-est di Berlino.  I lavori furono però interrotti perché il luogo prescelto si trovava soltanto a otto chilometri di distanza dall'Aeroporto di Berlino-Schönefeld e, a causa della sua altezza ai limiti della pista di atterraggio, la torre rischiava di compromettere il servizio aereo. In seguito al fallimento di diverse soluzioni di compromesso, nel 1956 venne presentato un nuovo progetto. Negli anni successivi, tuttavia, si continuarono a ricercare alternative e si discusse di altre eventuali collocazioni dell'opera, tra le quali il distretto di Friedrichshain.
La ricerca di una nuova collocazione proseguì anche negli anni a seguire. Oltre alla motivazione oggettiva della fornitura di radiodiffusione, cominciava tuttavia a farsi strada anche l'idea di ottenere, con la torre, un nuovo simbolo per Berlino. Per questo motivo, nel 1964, anche il Governo e il Partito Socialista Unificato di Germania (SED) caldeggiarono la scelta di una collocazione centrale per la realizzazione della torre. La decisione in merito al luogo di costruzione fu quindi determinata politicamente.
Diversi architetti si occuparono della progettazione e della realizzazione della torre, tra questi: Hermann Henselmann e Jörg Streitparth per la progettazione iniziale, Fritz Dieter, Günter Franke e Werner Ahrendt per la progettazione tra il 1965 e il 1969, oltre che Walter Herzog, Gerhard Kosel ed Herbert Aust.

### Costruzione della torre
La torre della televisione fu costruita tra il 1966 e il 1969 nella zona est della città di Berlino. La gettata della base iniziò il 15 marzo 1966  e procedette rapidamente, tanto che il 4 ottobre 1966 si superarono i 100 metri. Lo stelo, che raggiunse la sua altezza definitiva il 16 giugno 1967, pesava 26.000 tonnellate e raggiungeva un'altezza di 248,78 metri. Solo per esso si utilizzarono 8000 metri cubi di cemento.
Parallelamente alla costruzione dello stelo, procedettero anche i lavori preventivi per la costruzione della sfera.  Il gruppo di lavoro VEB Ipro mise a punto la procedura di montaggio della sfera sullo stelo, secondo la quale la sfera separata in 120 segmenti poteva essere montata a terra. A tal fine, nell'aprile del 1967, sul cantiere collocato tra la Chiesa di Santa Maria e il municipio rosso si erse una copia dello stelo alta 35 metri sulla quale furono premontati i segmenti della sfera. Tali lavori si protrassero sino al novembre del 1967. Nel febbraio del 1968 si iniziò a montare la sfera sullo stelo. L'ultimo segmento della sfera fu posato il 7 ottobre 1968. Sempre nell'ottobre del 1968, la torre fu dotata della sua punta e delle antenne sopra alla sfera, in modo che durante l'anno successivo ci si potesse occupare della costruzione dell'interno.
Con i suoi 53 mesi di costruzione  la torre era stata conclusa in tempi record. I costi si attestarono attorno ai 132 milioni di marchi.
L'opera, che fu ufficialmente denominata torre della televisione e VHF di Berlino, era, nel 1969, la seconda torre della televisione al mondo per altezza. La prima in ordine di altezza era, infatti, la torre della televisione di Ostankino a Mosca. Inoltre, la torre era la terza costruzione più alta al mondo dopo la torre della televisione di Mosca e l'Empire State Building di New York.

### Dall'inaugurazione in poi
Il 3 ottobre 1969 Walter Ulbricht, accompagnato dalla moglie Lotte e da una delegazione di accompagnatori di alto rango, tra i quali Günter Mittag, Herbert Warnke, Paul Verner, Rudolph Schulze, Erich Honecker, Werner Lamberz ed Erich Mielke, inaugurò la torre della televisione, fornendo il primo segnale per il secondo programma statale, DFF 2. Così iniziò l'era della televisione a colori su due canali nella DDR. La torre fu accessibile per il pubblico dal 7 ottobre 1969, giorno della Repubblica.
Il 16 febbraio 1970 dalla torre furono trasmessi cinque programmi VHF, un primo programma televisivo seguì il 4 aprile 1970. All'inizio del 1972 furono ultimati anche gli ultimi due padiglioni mancanti. Essi furono destinati a mostre e centro informazioni dell'ufficio turistico di Berlino. In essi trovarono inoltre collocazione un cinema e strutture dedicate alla gastronomia. I ristoranti offrivano coperti per circa 1000 persone.  Dopo che, nel 1975, fu stabilita una linea base per la tutela monumentale, nel 1979 la torre della televisione di Berlino ottenne questo status. Dopo l'annessione della DDR, la Repubblica Federale Tedesca rinnovò questo status.
In seguito all'annessione tedesca del 1990, si fecero forti i pareri secondo i quali la torre dovesse essere abbattuta, nell'ottica politica di cancellazione di tutte le testimonianze dell'esistenza della DDR, indipendentemente dai valori qualitativi. La Repubblica Federale Tedesca decise, tuttavia, di conservare l'opera. Il nuovo gestore, Deutsche Telekom, investì in conclusione oltre 50 milioni di marchi nella modernizzazione degli impianti trasmittenti. Anche l'edificio fu in parte rinnovato. La precedente antenna ricevette, a partire da 327 metri di altezza, una punta nuova. Con essa, nell'estate del 1997, la torre fu innalzata di qualche metro: dai 365 metri originali a 368 metri.
La torre della televisione si annovera tra le opere di Berlino che, dal 2004, ogni ottobre vengono artisticamente illuminate con luce artificiale per più giorni durante il Festival of Lights. Nel 2006, in occasione dei mondiali di calcio e per un'iniziativa pubblicitaria del gestore Telekom, la sfera fu rivestita da una livrea magenta a rappresentare un pallone da calcio.

## L'architettura

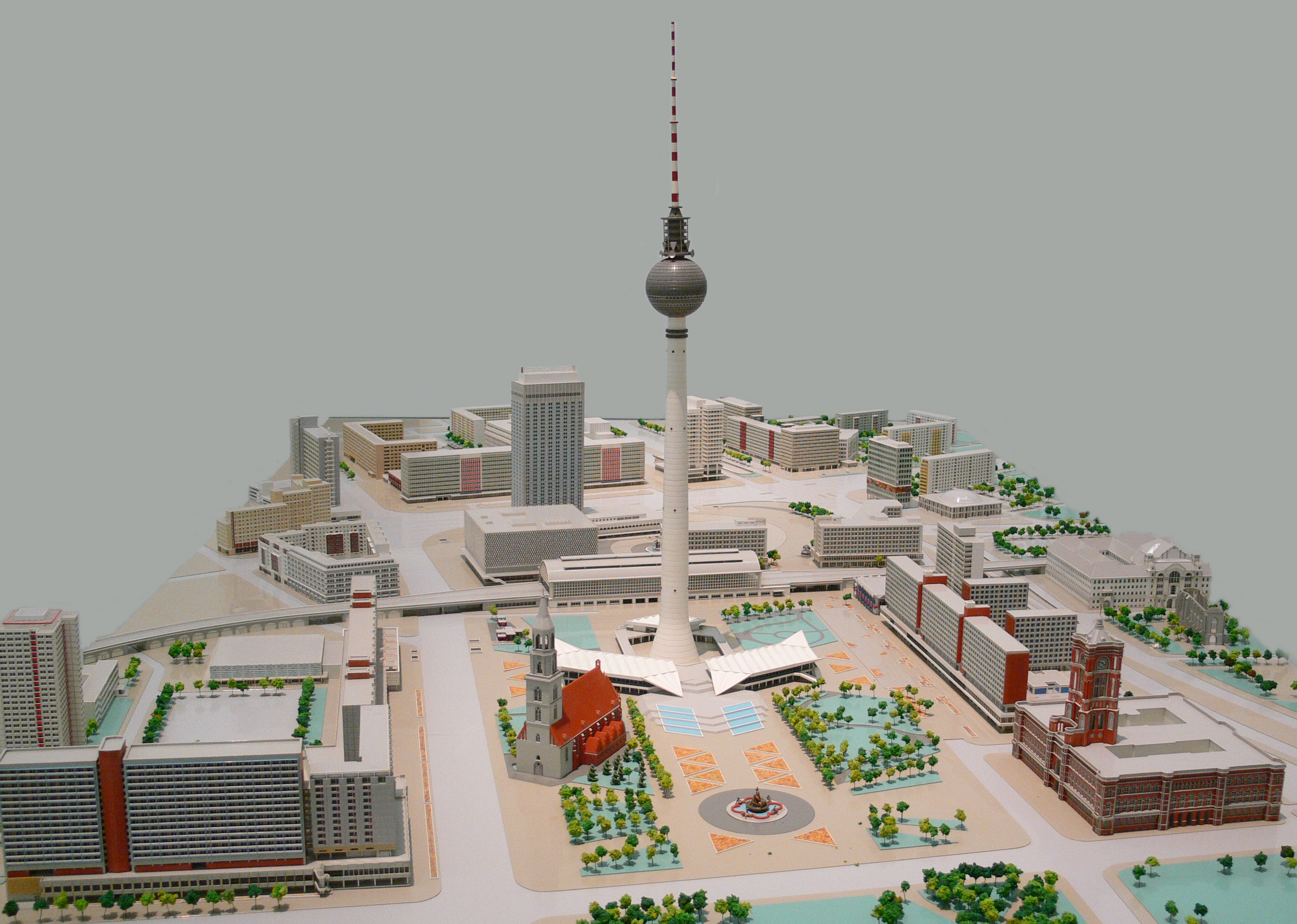
Il plastico della Torre della televisione con Alexanderplatz sullo sfondo

La torre della televisione costituisce un'architettura di notevole eleganza e la sua costruzione fu un'impresa eccezionale di ingegneria. Il design, originale e snello, ricorda il fascino della tecnologia degli anni sessanta, con evidenti richiami alla stagione dei viaggi spaziali. La sezione trasversale della struttura, infatti, riprende il profilo di un razzo spaziale.
La scelta del sito per la realizzazione presso Alexanderplatz fu determinata dalla natura del sottosuolo della città, elemento di particolare importanza per la costruzione di edifici di notevole altezza. Infatti la presenza del fiume Sprea e dei suoi canali rende il sottosuolo di molte aree della città di carattere paludoso. Pertanto fu individuato un sito che, con il sottofondo sabbioso, ben si prestava allo scavo per la realizzazione delle notevoli opere di fondazione.

## La struttura

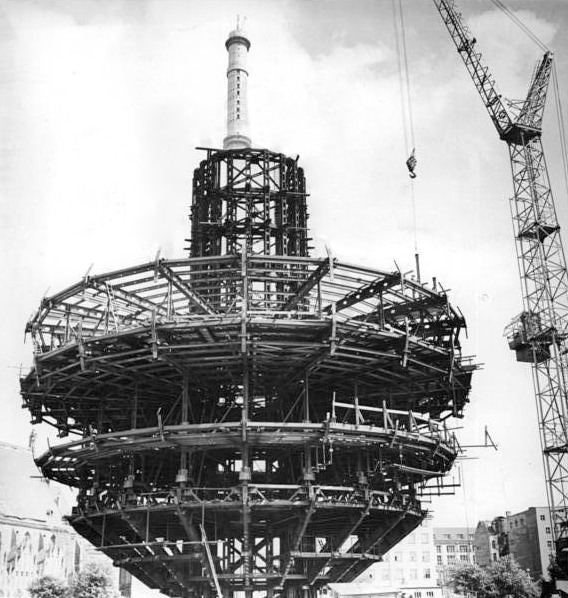
18 agosto 1967 - La torre in costruzione

La tipologia strutturale della torre è a trave a mensola verticale. I materiali usati sono l'acciaio e il calcestruzzo armato. La torre ha una sezione rastremata che passa dai 16 metri del diametro della base ai 9 metri della sommità. La particolare forma della torre la rende poco suscettibile al carico del vento, elemento importante per tutti gli edifici di notevole altezza. L'oscillazione è appena percettibile e arriva a una deformazione massima nella parte alta dell'antenna pari a circa 60 cm, mentre al culmine della piattaforma che ospita il bar è solo di circa 15 cm.
Notevoli furono i problemi superati per l'installazione della sfera all'altezza di 200 metri, il cui guscio strutturale fu prefabbricato a terra e poi sollevato con delle gru fino alla piattaforma circolare che completava il fusto in cemento della torre. Questa fase della costruzione suscitò una particolare attenzione e curiosità negli osservatori in quanto la sfera, sospesa su cavi d'acciaio, sembrava galleggiasse in aria (vedi foto del 3 ottobre 1967).

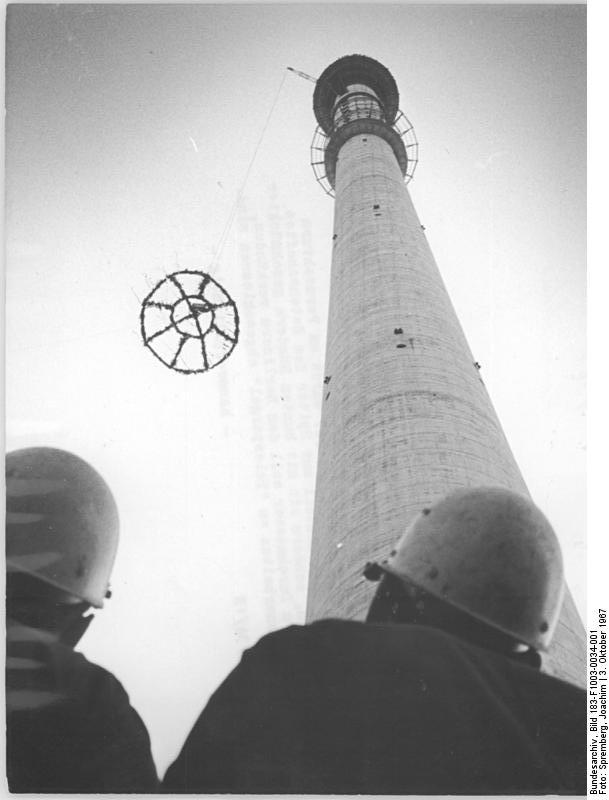
3 ottobre 1967 - Il guscio della sfera sollevato alla sommità

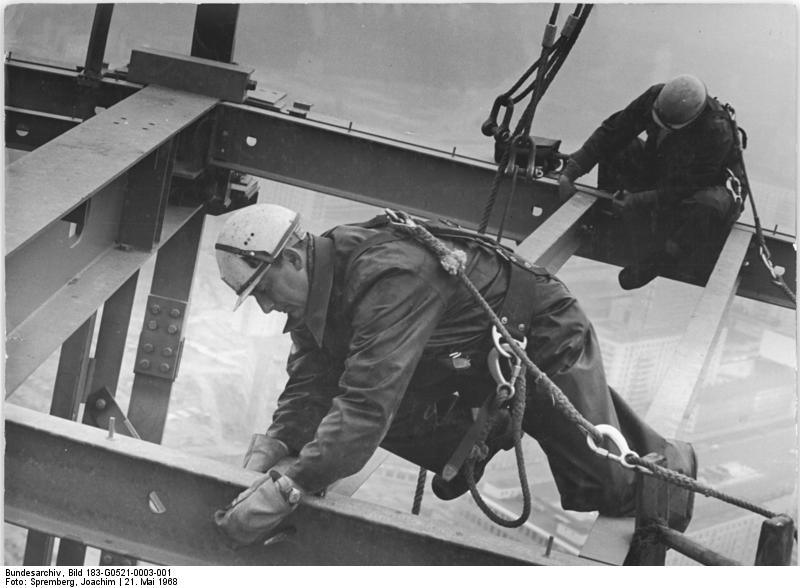
21 maggio 1968 - Il montaggio della struttura della sfera a oltre 200 metri di altezza

## I nuovi ascensori
All'inizio del 1996, dopo ventisette anni di funzionamento, gli ascensori furono sostituiti. I nuovi impianti, con una capienza di 13 persone e con una velocità di 6 metri al secondo, permettono di raggiungere la piattaforma di osservazione in soli 40 secondi.

## L'antenna
L'antenna bianca e rossa posta sulla sommità costituisce il coronamento della torre della televisione. Essa porta la torre della TV a raggiungere l'altezza complessiva di 368 metri. Dall'antenna vengono trasmessi più di 60 programmi radiofonici e televisivi.

## Dati tecnici
- Altezza alla punta dell'Antenna: 368 m (prima dei lavori del 1997 su di essa l'altezza era di 365 m)
- Lunghezza dell'antenna: 118 m
- Diametro della punta dell'antenna: 1,80 m
- Altezza media della sfera: 212 m
- Punto di osservazione a 203,78 m
- Telecafé a 207,53 m (Due giri all'ora, inizialmente uno)
- Diametro del basamento: 32 m
- Diametro del piano di osservazione: 24 m
- Diametro del Telecafés: 29 m
- Diametro della sfera: 32 m
- Peso del cemento armato: 26.000 t
- Peso della sfera: 4.800 t
- Peso dell'antenna: 245 t
- Velocità degli ascensori: 6 m/s
- Profondità delle fondamenta: 8,75 m

## Visitatori e turismo

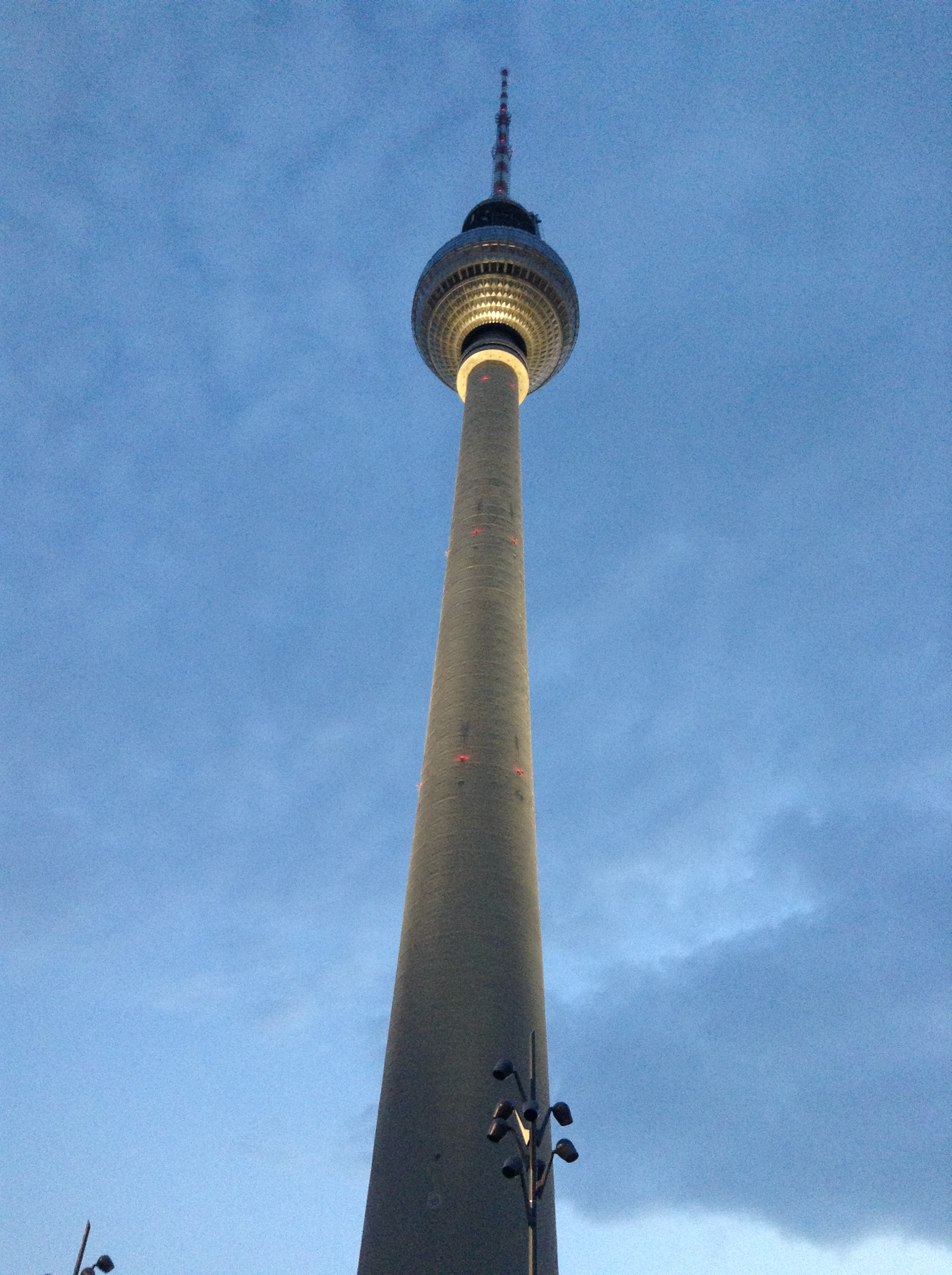
La torre vista dal basso

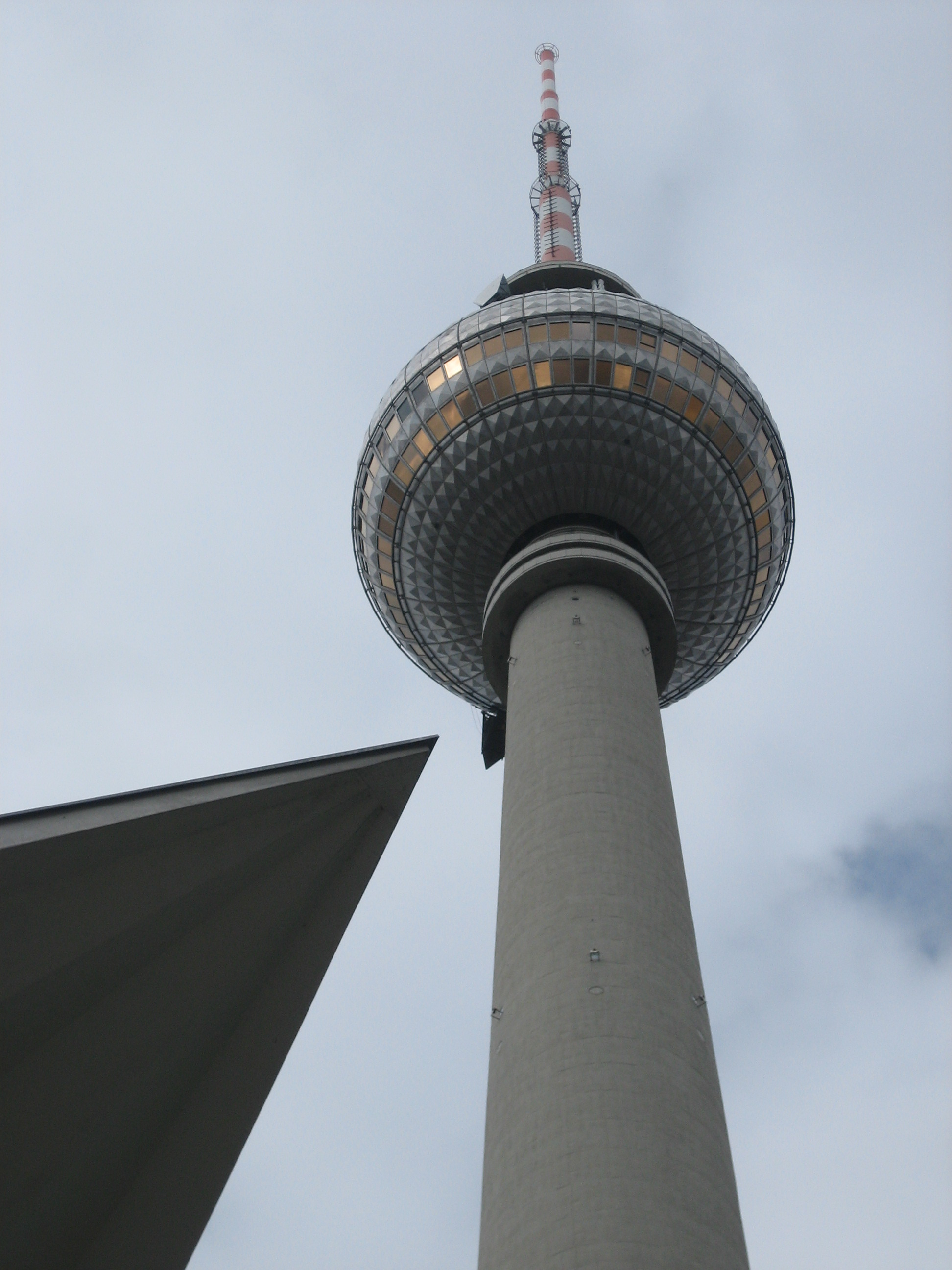
Le forme della torre

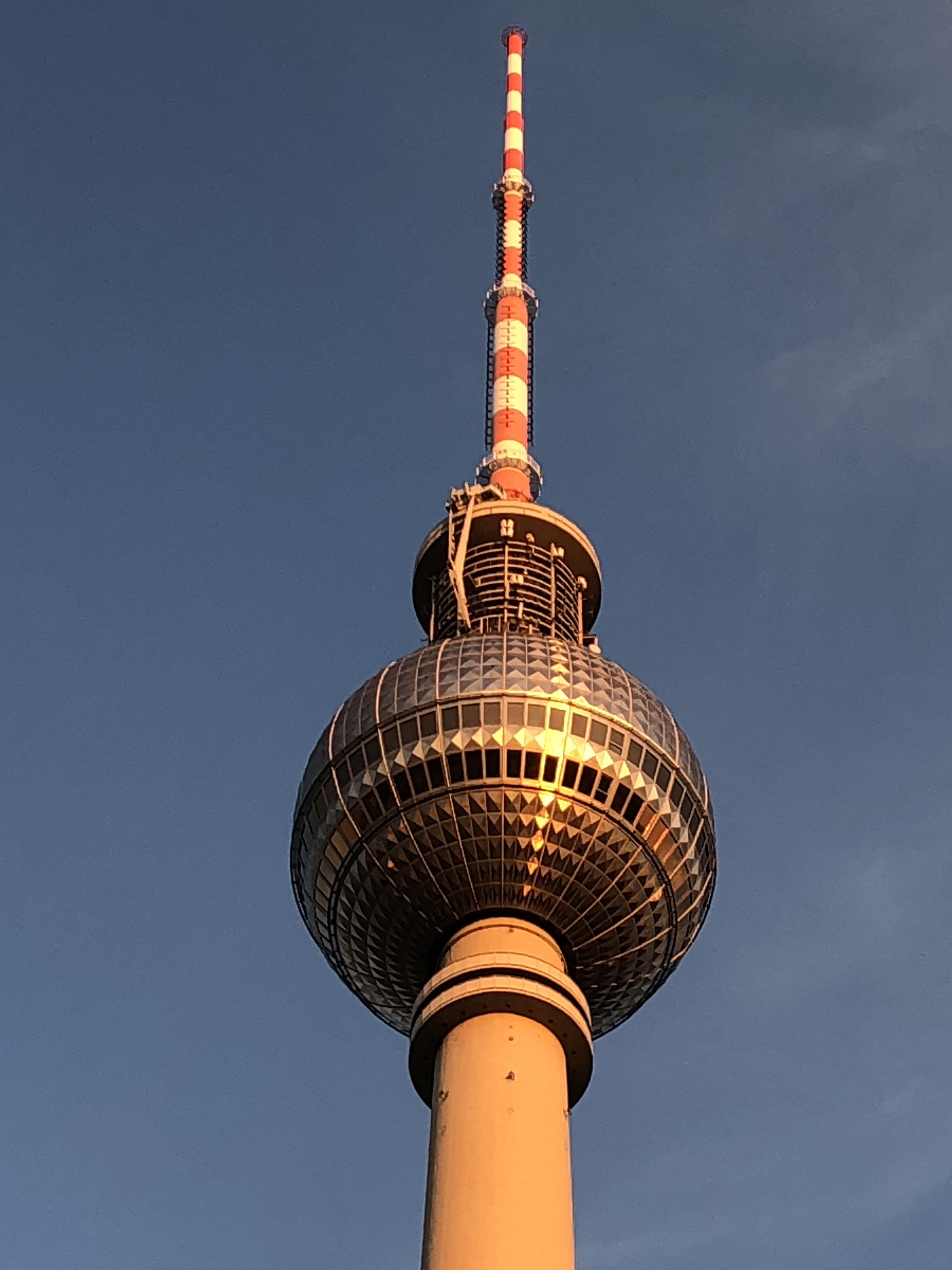
Particolare della parte sommitale

La torre della televisione di Berlino non è soltanto un'antenna, ma anche un simbolo, un'attrazione turistica e un luogo per manifestazioni. La torre della televisione di Berlino è l'edificio pubblico accessibile più alto d'Europa: già nei primi tre anni successivi alla sua inaugurazione i visitatori furono oltre quattro milioni. Dopo l'annessione della DDR il numero di visitatori annuo oscillava attorno a 1,2 milioni provenienti da circa 90 paesi. Di questi, nel 2010, circa il 60% erano stranieri, la maggior parte dei quali spagnoli (8,1%), italiani (7,6%) e danesi (6,7%). Il numero massimo di persone consentite all'interno della sfera ammonta a 320. Dei circa 5000 visitatori giornalieri, circa 1500 si fermano anche nel ristorante della torre.
I due ascensori destinati ai visitatori trasportano ciascuno dodici persone in circa 40 secondi sino al punto panoramico a 203 metri di altezza, dove si trova anche il bar più alto di tutta Berlino. Dalle 60 finestre si gode il panorama sull'intera città di Berlino e sulle sue zone limitrofe. 21 livelli sopra al piano panoramico, a 207 metri di altezza, si trova il ristorante girevole. Il ristorante ruota di 360° ogni ora. Per scongiurare eventuali incendi la cucina principale si trova ai piedi della torre. Le pietanze sono trasportate con l'ascensore sino al ristorante, dove vengono ultimate in una piccola cucina satellite. Sempre per evitare eventuali incendi, oltre alle due piattaforme di evacuazione al di sotto del canestro della torre, in tutta la costruzione vige l'assoluto divieto di fumare.. La visita della torre della televisione di Berlino è interdetta ai disabili in sedia a rotelle e alle persone con difficoltà di deambulazione, poiché, in caso di emergenza, non sarebbero in grado di utilizzare le vie di fuga senza l'aiuto di terzi. Sempre per ragioni di sicurezza, anche animali, passeggini e bagagli di grandi dimensioni non possono essere introdotti all'interno della torre.
Poco meno di 42 anni dopo la sua inaugurazione, il 14 giugno 2011, il sindaco allora in carica, Klaus Wowereit, festeggiò i 50 milioni di visitatori. Dalla terrazza panoramica della torre della televisione si può ammirare l'intera città.
La torre della televisione, accessibile tutto l'anno per il pubblico di turisti, presenta orari di apertura adattati alla stagione. L'ultima salita al piano panoramico è alle 23.30, mentre l'ultimo accesso al ristorante è previsto per le 23.00.  La zona destinata al pubblico può essere affittata per particolari eventi, feste, ricevimenti ecc. sino ad un massimo di 200 ospiti. Sulla torre della televisione è inoltre possibile sposarsi con rito civile. A tal fine si riserva per un'ora la zona adibita a bar del piano panoramico ad uso della coppia di sposi e dei loro invitati sino ad un massimo di 30 persone.